# Groupe Mestdagh
Pour les articles homonymes, voir Mestdagh.
Le groupe Mestdagh est un groupe belge de commerce alimentaire. Le futur groupe est né en 1900, quand M. Mestdagh, horticulteur, ouvre un commerce de saurisserie à Châtelineau, qui devient le premier magasin Mestdagh. La société se développe et rachète de nombreuses enseignes. Au début du XXIe siècle, elle compte 62 supermarchés en emploie environ 2200 personnes dans la distribution alimentaire en Belgique, en particulier les magasins Champion. Le chiffre d'affaires de la société est d'environ 452 M€.
En janvier 2022, Mestdagh annonce mettre fin pour janvier 2023 son contrat actuel de franchisé Carrefour, concernant 89 des Carrefour Market et Carrefour Express.  
Le 1 mars 2022, le groupe Mestdagh annonce qu'il est vendu au groupe Intermarché.   
Le 1 janvier 2023, tous les magasins du groupe passent sous l'enseigne "Intermarché by Mestdagh". À la suite de cette acquisition, l'ensemble des magasins doivent être franchisés, ce qui induit un important conflit social.
Le 17 octobre 2023, le premier Intermarché by Mestdagh de Genappe est renové au concept Intermarché, qui perd sa mention by Mestdagh sur la devanture du magasin. 

## Enseigne actuelle
- Intermarché by Mestdagh qui deviendra Intermarché au fur et à mesure. Cette nouvelle enseigne fait maintenant partie du groupe de grande distribution français Les Mousquetaires, propriétaire d'Intermarché.

Logo de Intermarché By Mestdagt

## Enseigne encore existante exploitée auparavant
- Carrefour

## Enseignes disparues
- Super M
- Champion